# 桑普埃斯
桑普埃斯是哥倫比亞的城鎮，位於該國北部，由蘇克雷省負責管轄，距離首府辛塞萊霍17公里，始建於1610年，面積209平方公里，海拔高度160米，2005年人口36,090。

## 外部連結
- （西班牙文） Gobernacion de Sucre - Sampués
- （西班牙文） Sampués official website

9°11′N 75°23′W / 9.183°N 75.383°W